# Marie-Élaine Guay
 (octobre 2020).
Pour les articles homonymes, voir Guay.
Marie-Élaine Guay est une poétesse québécoise née en 1983 à Lac-Saint-Charles, à Québec,.
Castagnettes, son premier recueil de poésie, est paru en 2018 chez Del Busso, une maison d'édition québécoise fondée en 2009 par Antoine Del Busso. Elle a fait paraître en 2020 Les entailles, un récit poétique en prose publié aux éditions Poètes de brousse. Son troisième recueil, La sortie est une lame sur laquelle je me jette, est publié en octobre 2022 chez le même éditeur.
Elle a également fondé en 2014 Skog Produits naturels, une entreprise québécoise de produits artisanaux biologiques et véganes. L'entreprise a cessé ses activités en janvier 2020.

## Biographie

### Publicité et horticulture
Dans sa vingtaine, elle travaille comme productrice en publicité chez Sid Lee et Newad. À 29 ans, jugeant ce milieu trop stressant, elle délaisse son emploi. Elle retourne aux études pour obtenir son diplôme d'études secondaire et faire un DEP en horticulture,. Elle catégorise cette époque de sa vie de « jachère d'écriture » où elle n'écrivait « plus, sauf à des clients ».
En 2014, Marie-Élaine Guay fonde Skog, une entreprise de produits naturels de laquelle est elle la seule employée. Elle recommence alors à écrire. Elle considère qu'il y a un lien entre la pratique de l'écriture et celle de l'horticulture : « Je pense que le lien entre l’horticulture et l’écriture, c’est d'être capable de me poser. Il y a un calme qui vient avec l’écriture et les plantes, on ne peut rien précipiter, rien rusher ». Le 28 janvier 2020, l'entreprise annonce dans une publication Facebook qu'elle ferme ses portes.

### Littérature
En 2018, son premier recueil de poésie Castagnettes est publié aux éditions Del Busso. Cette publication lui permet de se faire connaître au sein du milieu littéraire, mais également auprès du grand public, notamment avec ses participations récurrentes à l'émission radiophonique ''Plus on est de fous, plus on lit!'' sur ICI Radio-Canada Première. Depuis 2019, elle participe aux Combats de mots qu'organise cette émission. Elle y a notamment affronté le rappeur Mantisse (Thomas Thivierge) du groupe LaF, la poétesse Denise Desautels, ainsi que le rappeur Iznogood (Gali Bonin).
En 2019, elle dirige un cabaret poétique présenté au festival Jamais Lu intitulé Et si on s'éteignait demain?. Dans cette prestation théâtrale, dix auteurs et autrices québécois et québécoises, tels que Jean-Christophe Réhel, Daria Colonna ou encore Charlotte Aubin, venaient s'exprimer sur leur mort éventuelle. Cette présentation a ensuite fait l'objet d'un collectif édité et publiée chez Del Busso.
En 2020, elle fait paraître un premier récit en prose intitulé Les entailles. Ce récit autobiographique porte sur la condition réservée aux aînées dans la société québécoise. Lors d'une entrevue accordée au journal Le Devoir, Marie-Élaine Guay déplore cette situation : « on a une responsabilité de soutien envers nos proches, une responsabilité dont on s’est délesté collectivement. C’est pour ça que les CHSLD existent. Partout dans notre société, que ce soit avec des vieux malades ou des objets, dès que quelque chose ne nous convient plus, on le jette. »
Elle publie, en 2022, un recueil de poésie intitulée La sortie est une lame sur laquelle je me jette inspiré de son expérience de la maternité. 
Sinon ses livres, Marie-Élaine Guay a publié des textes dans la revue BESIDE Media, dans plusieurs numéros du magazine Dinette et occupe également le poste de chroniqueuse littéraire pour la saison 2020-2021 de la revue Relations. Elle donne également des ateliers d'écriture de soi et des conférences dans des écoles secondaires, dans des centres jeunesses et parfois à la prison de Bordeaux [réf. nécessaire].
En 2025, elle crée avec Alexandre Labbé le balado poétique Il est minuit comme une flèche. Le titre du balado est tiré d'un poème de Paul Éluard.

## Œuvres

### Poésie
- Castagnettes, Montréal, Del Busso Éditeur, coll. « Poésie », 2018  (ISBN 978-2-924719-45-9).
- La sortie est une lame sur laquelle je me jette, Les Éditions Poètes de brousse, 2022  (ISBN 978-2-925226-08-6).

### Romans
- Les entailles, Montréal, Les Éditions Poètes de brousse, coll. « Prose », 2020  (ISBN 978-2-924671-39-9).

### Ouvrages collectifs
- Et si on s'éteignait demain?  (collectif dirigé par Marie-Élaine Guay), Del Busso, 2019, 116 p. (ISBN 978-2-924719-77-0)